# Primolius
Primolius (лат.) — род птиц из семейства попугаевых, состоящий из трёх видов, обитающих в Южной Америке. В основном это зелёные попугаи со сложной окраской, включая синий, красный и жёлтый цвета. У них длинные хвосты, большой изогнутый клюв и голая кожа на лице, типичная для ара в целом. Их длина менее 50 см, что намного меньше, чем у представителей рода ара.

## Виды
Род включает следующие виды:
- Горный ара, Primolius couloni
- Красноспинный ара, Primolius maracana
- Желтошейный ара, Primolius auricollis  — typus[4]